# 鹿児島造園技術専門校

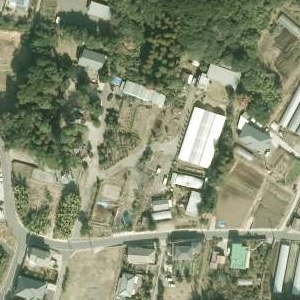

鹿児島造園技術専門校（かごしまぞうえんぎじゅつせんもんこう）は、認定職業訓練による職業能力開発校。鹿児島県鹿児島市吉野町にある。鹿児島市認定職業能力開発連絡協議会会員の鹿児島造園技能協会が運営し、造園技術を教育訓練する。

## コース
- 庭園管理士コース短期訓練 - 3ヶ月
- 技能検定実技講習 - 試験日1ヶ月前から 造園技能検定受検申請者が受講可能
- 研究科 - 造園に関し専門的な技術技能の習得の他、後継指導者の育成。但し入校資格制限がある

## 沿革
- 1974年 - 鹿児島造園技能協会を設立。鹿児島県知事の認定を受け、鹿児島造園技能協会造園校開校
- 1981年 - 労働大臣表彰（職業訓練技能養成の功績）
- 1986年 - 鹿児島造園技術専門校と改正